# Gunung Wertetemi
Gunung Wertetemi är ett berg i Indonesien.   Det ligger i provinsen Aceh, i den västra delen av landet, 1 600 km nordväst om huvudstaden Jakarta. Toppen på Gunung Wertetemi är 1 470 meter över havet.
Terrängen runt Gunung Wertetemi är kuperad. Runt Gunung Wertetemi är det ganska glesbefolkat, med 42 invånare per kvadratkilometer. I omgivningarna runt Gunung Wertetemi växer i huvudsak städsegrön lövskog.